# 나탈리아 빌리코제

나탈리야 페트로브나 비리코체(러시아어: Наталья Петровна Билиходзе; 1900년-2000년)는 로마노프 왕가 사기꾼 중 한 명으로, 볼셰비키에 의해 1918년 7월 17일 러시아의 예카테린부르크에서 왕가와 함께 처형된 아나스타시아 니콜라예브나 대공녀임을 거짓 주장한 여성들 중 하나였다.
비리코체의 주장은 2002년 6월 모스크바에서 열린 기자회견에서 제시되었다. 비리코체는 아나스타시아가 총에 맞지 않았고, 조지아로 도망가서 결혼한 것이라고 주장했다. 비리코체는 1995년부터 대공녀 아나스타시아의 이름을 사용하기 시작했다. 2002년 6월 러시아 TV에서는 비리코체가 이러한 주장을 내놓은 비디오를 방영했다. 그러나 이 비디오는 그보다 2년 전에 만들어졌으며, 비리코체 자신은 포돌스크에서 2000년에 사망했고 그 이후로 죽은 상태였다는 것이 나중에 밝혀졌다. 2001년 1월, 중앙 임상병원의 전문가 위원회가 비리코체의 육체에서 조직을 조사한 결과, 그녀가 로마노프 가족과 관련이 없었다고 결론을 내렸다.

## 추가자료
- 로마노프 사기꾼